# Hieracium angusticranum
Hieracium angusticranum es una especie de planta con flor del género Hieracium, de la familia Asteraceae, orden Asterales.

## Distribución
Hieracium angusticranum se distribuye por Islandia.

## Taxonomía
Fue descrita científicamente por Ósk. Fue publicada en Vísindafj. Íslend. 37: 14 (1966).